# Fulk III FitzWarin
Fulk III FitzWarin, Fulke, Fouke, FitzWaryn, FitzWarren, Fitz Warine, latinizato da Fulco Filius Warini, a "Folco figlio di Warin". (1160 c. – 1258), è stato un nobile normanno,  "La leggenda di Robin Hood si basa sulla sua vita".

## Biografia
Fulk III FitzWarin era figlio di Lord Fulk FitzWarin, II, of Whittington and Alveston e
Hawise FitzWarin. Nipote di Warin di Metz capostipite della famiglia nobile Fitz-Warin. Il nome Fitz Warin significa "figlio di Warin".
Fulk III FitzWarin, all'inizio del regno di re Giovanni (1199-1216), 
ottenne la notorietà come leader di fuorilegge. Suo padre Fulk II incontrò molti problemi nel ricevere il suo patrimonio, tra questi c'era il castello di Whittington, fortificato da William Peverel nel 1138 cavaliere dell'imperatrice Matilda, si suppone che Fulk, lo avesse ereditato dall' Onore di Peverel. 
Nel 1165 Enrico II concesse il castello di Whittington a Ruggero del Powys, al quale diede fondi per la sua riparazione nel 1173 circa. Folco II chiede la restituzione dei terreni di Whittington, menzionati nei documenti del 1195, Fulk III nel 1197 paga una tassa per ricevere la sua eredita, ma l'11 aprile 1200 re Giovanni concesse Whittington a Maurizio (figlio di Ruggero di Powys), dopo la morte di Maurizio nell'agosto del 1200, il re Giovanni lo concesse al figlio di Maurizio, Werennoc. 
Fu per questo che nell'aprile del 1201 Fulk III, capeggia una rivolta armata contro il re, accompagnato da circa cinquantadue seguaci, inclusi i suoi fratelli William, Phillip e John, dai suoi cugini e dai numerosi alleati della famiglia. Nell'ottobre 1204, con una multa di 200 marchi, Fulk III ricevette finalmente la sua eredita di Whittington. Il castello da allora in poi discese nella famiglia FitzWarin, tutti i successivi detentori furono chiamati Fulk. Lo storico Tristram Risdon (morto nel 1640), affermò che Brightley divenne la residenza di William FitzWarin nipote di Warin, durante il regno di re Riccardo I d'Inghilterra (1189-1199), e che lo aveva ereditato dal padre al tempo di re Enrico II (1154-1189).
Erano nipoti di Guerisius signore di Domfront; Mabel di Bellême che sposa Ruggero di Montgommery-Mongomery (la figlia Aimeria sposa Werinus di Metz capostipite della famiglia nobile Fitz-Warin), Margherita di Navarra (che sposa Guglielmo I discendente della famiglia Altavilla), Stefano di Perche (1140-1169), fu arcivescovo di Palermo e cancelliere di Sicilia.

## Discendenza
Fulk III FitzWarin si sposa, nel 1207 circa con Maud le Vavasour,figlia di Robert le Vavasour e vedova di Theobald Walter. Maud morì nel 1226 e fu sepolta a Alberbury Priory (alias New Abbey, Alberbury) nello Shropshire. Uno dei loro figli era:
- Fulk IV FitzWarin.[27]

Seconda moglie: Clarice, figlia ed erede di Robert de Auberville e Claricia de Gestling, viene introdotta nel "romanzo degli antenati" francese medievale (un racconto in prosa dell'inizio del XIV secolo basato su un romanzo metrico perduto) chiamato La storia di Fulk Fitz Warin, come la seconda moglie di Folco III FitzWarin, il signore dei marciatori a cui sono particolarmente interessate la seconda e la terza parte di quel racconto. Clarice de Auberville è descritta come la moglie dei suoi ultimi anni, durante i quali Fulke, essendo stato riportato nelle sue terre inglesi e divenuto molto vecchio, divenne cieca. Questo fu seguito come se fosse un dato di fatto, da Sir William Dugdale , e nonostante i dubbi occasionali, i resoconti successivi della famiglia hanno accettato questo precedente.
Clarice e suo marito erano vivi nel 1250. Nel 1249 Fulk è stato registrato nella King's Bench per aver riconosciuto di aver dato e confermato a sua figlia Mabil il suo intero maniero di Lambourn , Berkshire.